# Фишер (лунный кратер)
Кратер Фишер (лат. Fischer) — крупный ударный кратер в северной части чаши кратера Менделеев на обратной стороне Луны. Название дано в честь немецких химиков Германа Эмиля Фишера (1852—1919) и Ханса Фишера (1881—1945); утверждено Международным астрономическим союзом в 1976 г.

## Описание кратера

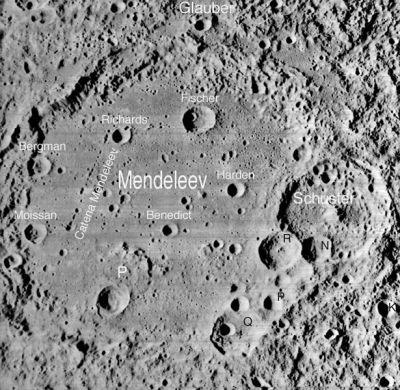
Окрестности кратера Фишер. Снимок Lunar Orbiter - I.

Ближайшими соседями кратера являются кратер Ричардс на западе; кратер Глаубер на севере; кратер Гарден на юге-юго-востоке и кратер Бенедикт на юге-юго-западе . Селенографические координаты центра кратера — 7°59′ с. ш. 142°26′ в. д. / 7,99° с. ш. 142,44° в. д., диаметр — 30,5 км, глубина 3,1 км.
Кратер имеет циркулярную чашеобразную форму и практически не разрушен. Вал с четко очерченной кромкой и гладким внутренним склоном. Высота вала над окружающей местностью составляет около 920 м, объем кратера составляет приблизительно 615 км³. Дно чаши пересеченное, в северо-западной части чаши расположен приметный чашеобразный кратер.

## Сателлитные кратеры
Отсутствуют.

## Галерея

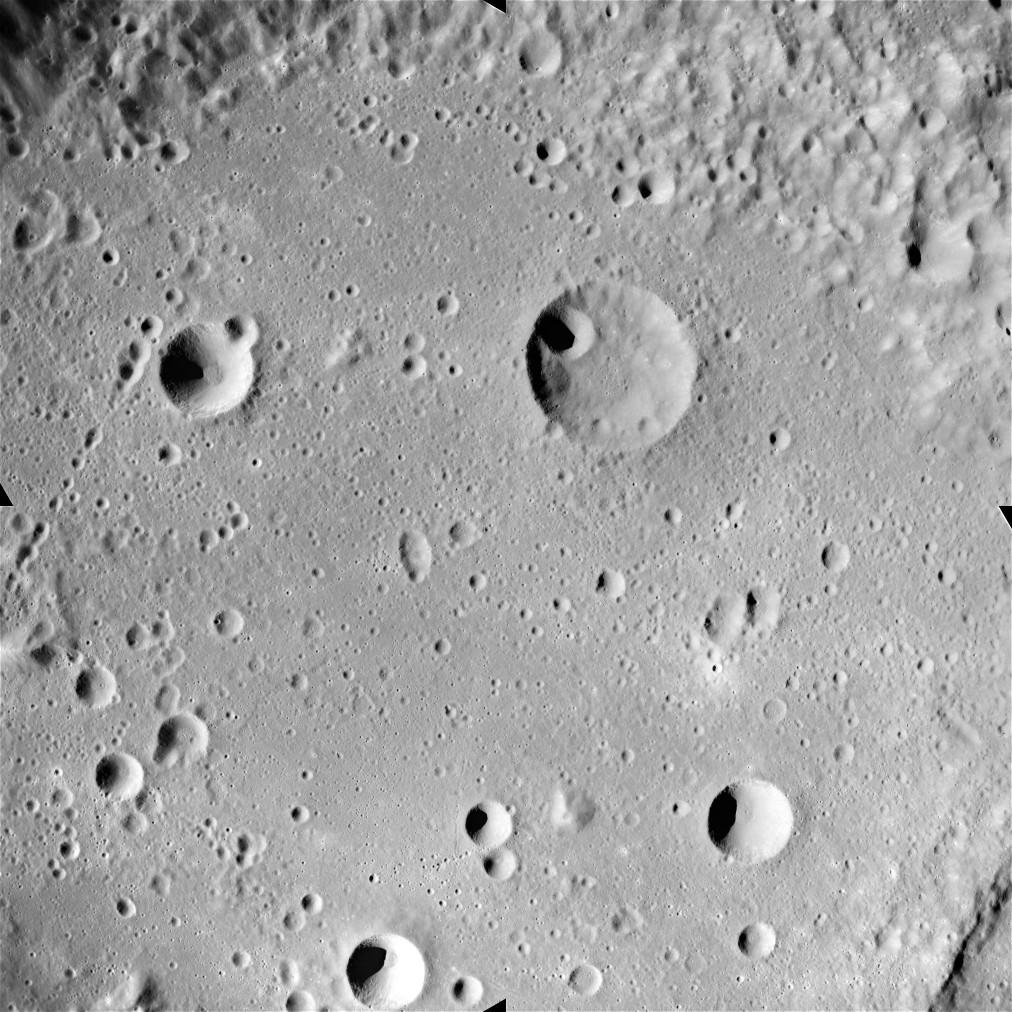
Снимок с борта Аполлона-16.